# Marais à Laiche bicolore, prairies de fauche et habitats rocheux du Vallon du Ferrand et du Plateau d'Emparis
Marais à Laiche bicolore, prairies de fauche et habitats rocheux du Vallon du Ferrand et du Plateau d'Emparis este o arie protejată (sit de importanță comunitară — SCI) din Franța întinsă pe o suprafață de 2.412 ha, integral pe uscat.

## Localizare
Centrul sitului Marais à Laiche bicolore, prairies de fauche et habitats rocheux du Vallon du Ferrand et du Plateau d'Emparis este situat la coordonatele 45°04′33″N 6°12′27″E / 45.0758°N 6.2075°E.

## Înființare
Situl Marais à Laiche bicolore, prairies de fauche et habitats rocheux du Vallon du Ferrand et du Plateau d'Emparis a fost declarat arie specială de conservare în baza directivei 92/43 din 1992 referitoare la conservarea habitatelor naturale și a faunei și florei sălbatice pentru a proteja 3 specii de animale.

## Biodiversitate
Situată în ecoregiunea alpină, aria protejată conține 23 de habitate naturale: Pajiști alpine și subalpine calcaroase, Pajiști uscate seminaturale și facies de acoperire cu tufișuri pe substraturi calcaroase (Festuco-Brometalia) (* situri importante pentru orhidee), Pajiști cu Molinia pe soluri calcaroase, turboase sau argilos-nămoloase (Molinion caeruleae), Liziere de ierburi înalte hidrofile de câmpie și de nivel montan până la alpin, Turbării active, Izvoare petrifiante cu formare de travertin (Cratoneurion), Formațiuni pioniere alpine de Caricion bicoloris-atrofuscae, Fânețe montane, Mlaștini alcaline, Lacuri eutrofice naturale cu vegetație de tip Magnopotamion sau Hydrocharition, Râuri de munte și vegetația erbacee de pe malurile acestora, Râuri de munte și vegetația lor lemnoasă cu Salix elaeagnos, Pajiști alpine și boreale, Grohotișuri silicioase de la nivelul montan până la nivelul zăpezii (Androsacetalia alpinae și Galeopsietalia ladani), Grohotișuri calcaroase și de șisturi calcaroase de la nivelul montan până la nivelul alpin (Thlaspietea rotundifolii), Pante stâncoase calcaroase cu vegetație casmofită, Pante stâncoase silicioase cu vegetație casmofită, Roci stâncoase cu vegetație pionieră de Sedo-Scleranthion sau Sedo albi-Veronicion dillenii, Păduri alpine de Larix decidua și/sau Pinus cembra, Lacuri și iazuri distrofice naturale, Grohotișuri termofile și vest-mediteraneene, Ghețari permanenți, Ape stătătoare oligotrofe până la mezotrofe, cu vegetație de Littorelletea uniflorae și/sau de Isoëto-Nanojuncetea.
La baza desemnării sitului se află mai multe specii protejate:
- mamifere (1): liliac cu urechi de șoarece (Myotis blythii)
- nevertebrate (2): fluturele auriu (Euphydryas aurinia), libelule (Leucorrhinia pectoralis)